# 67
67（六十七、ろくじゅうしち、ろくじゅうなな、むそじあまりななつ）は、自然数、また整数において、66の次で68の前の数である。

## 性質
- 67は19番目の素数である。1つ前は61、次は71。
  - 約数の和は68。
- 8番目のスーパー素数である。1つ前は59、次は83。
- 67 = 67 + 0 × i (iは虚数単位)
  - a + 0 × i (a > 0) で表される10番目のガウス素数である。1つ前は59、次は71。
- 6番目の 8n + 3 型の素数であり、この類の素数は x2 + 2y2 と表せるが、67 = 72 + 2 × 32 である。1つ前は59、次は83。
- 3番目の非正則素数である。1つ前は59、次は101である。
- 6 と 7 を使った最小の素数である。次は677。ただし単独使用を可とするなら1つ前は7。(オンライン整数列大辞典の数列 A020469)
  - 67…7 の形の最小の素数である。次は677。(オンライン整数列大辞典の数列 A093942)
  - 6…67 の形の最小の素数である。次は666667。(オンライン整数列大辞典の数列 A093170)
- 67 = 26 + 3
  - n = 6 のときの 2n + 3 の値とみたとき1つ前は35、次は131。(オンライン整数列大辞典の数列 A062709)
    - 2n + 3 の形の5番目の素数である。1つ前は19、次は131。(オンライン整数列大辞典の数列 A057733)

  - 67 = 43 + 3
    - n = 3 のときの 4n + 3 の値とみたとき1つ前は19、次は259。(オンライン整数列大辞典の数列 A253208)
      - 4n + 3 の形の3番目の素数である。1つ前は19、次は4099。(オンライン整数列大辞典の数列 A228026)

    - n = 3 のときの 4n + n の値とみたとき1つ前は18、次は260。(オンライン整数列大辞典の数列 A158879)
      - 4n + n の形の2番目の素数である。1つ前は5、次は262153。(オンライン整数列大辞典の数列 A129963)

    - 67 = 43 + 4 − 1
      - n = 4 のときの n3 + n − 1 の値とみたとき1つ前は29、次は129。
        - この形の2番目の素数である。1つ前は29、次は349。(オンライン整数列大辞典の数列 A182332)
- 1/67 = 0.014925373134328358209855223880597… (下線部は循環節で長さは33)
  - 逆数が循環小数になる数で循環節が33になる最小の数である。次は134。
  - 循環節が n になる最小の数である。1つ前の32は353、次の34は103。(オンライン整数列大辞典の数列 A003060)
- p = 67 のときの 2p − 1 で表せる 267 − 1 をメルセンヌは素数であると予想したが、1903年にコールによって次のように素因数分解された。
267 − 1 = 147573952589676412927 = 193707721 × 761838257287
- 5つの連続した素数の和で表せる4番目の数である。1つ前は53、次は83。
67 = 7 + 11 + 13 + 17 + 19
  - 5つの連続した素数の和が素数になる2番目の数である。1つ前は53、次は83。
- 異なる平方数の和で表せない31個の数の中で24番目の数である。1つ前は60、次は72。
- 各位の和が13になる3番目の数である。1つ前は58、次は76。
  - 各位の和が13になる数で素数になる最小の数である。次は139。(オンライン整数列大辞典の数列 A106755)
- 各位の立方和が559になる最小の数である。次は76。(オンライン整数列大辞典の数列 A055012)
  - 各位の立方和が n になる最小の数である。1つ前の558は1566、次の560は167。(オンライン整数列大辞典の数列 A165370)
- 2つの連続自然数を昇順に並べてできる6番目の数である。1つ前は56、次は78。(オンライン整数列大辞典の数列 A035333)
  - 2つの連続自然数を昇順に並べてできる2番目の素数である。1つ前は23、次は89。(オンライン整数列大辞典の数列 A030458)
    - 6からの連続整数を昇順に並べてできる最小の素数とみたとき、次は678910111213。
    - n からの連続整数を昇順に並べてできる最小の素数とみたとき1つ前の5からは5678…151617、次の7からは78910111213。(オンライン整数列大辞典の数列 A140793)
- 67 = 32 + 32 + 72
  - 3つの平方数の和1通りで表せる31番目の数である。1つ前は65、次は68。(オンライン整数列大辞典の数列 A025321)
- 16番目の幸運数である。1つ前は63、次は69。
  - 幸運数自身のすべての約数が幸運数である数としては12番目である。1つ前は63、次は73。
  - 累乗数はもちろん1にもなり得ない幸運数としても12番目である。1つ前は63、次は69。

## その他 67 に関すること
- 年始から数えて67日目は3月8日、ただし閏年では3月7日。
- 原子番号 67 の元素はホルミウム (Ho)。
- 大相撲の第67代横綱は武蔵丸光洋。
- 第67代天皇は三条天皇である。
- 日本の第67代内閣総理大臣は福田赳夫である。
- 第67代ローマ教皇はボニファティウス4世（在位：608年9月15日～615年5月25日）である。
- M67 はかに座にある散開星団。
- 120フィルム、220フィルムでの画面サイズ → 6×7cm判
- UDP では DHCP サーバのポート番号。
- 孟宗竹の開花周期は67年である。
- Central 67 は、木村豊が設立したデザイン事務所。
- クルアーンにおける第67番目のスーラは大権である。
- 『惰性67パーセント』は、紙魚丸による日本の漫画作品。
- 国鉄EF67形電気機関車は、日本貨物鉄道（JR貨物）が保有する補助機関車。